# Monumento alla guerra d'indipendenza

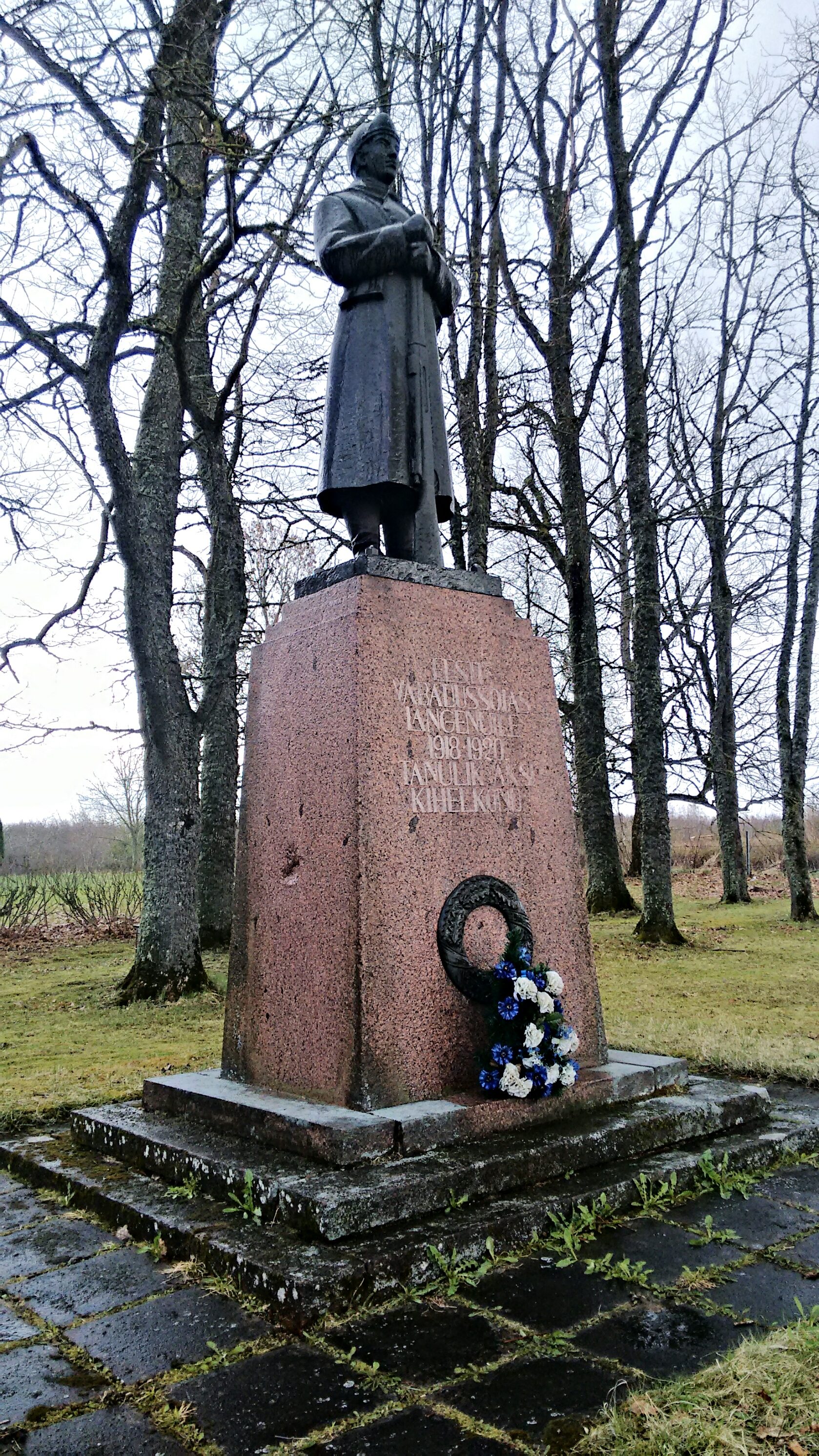

Il monumento alla guerra d'indipendenza è un'opera commemorativa del conflitto del 1918-20 situato nel villaggio estone di Äksi, nella contea di Tartumaa.

## Storia
Il memoriale ai caduti della regione di Äksi fu inaugurato il 28 giugno 1925. 20 anni dopo fu parzialmente distrutto (figura in bronzo del soldato). Quando l'Estonia riacquistò la sua sovranità, fu fatta una replica della statua. La riapertura del monumento ha avuto luogo il 27 agosto 1989.

## Descrizione
Si trova a nord del villaggio sulla strada Tartu-Jõgeva-Aravete, dove si dirama la strada Aksi-Kukulinna.
Da sinistra e destra due percorsi in pietra conducono su un prato. Nel mezzo c'è una piccola collina. Quattro gradini conducono a una superficie quadrata, progettata con lastre di pietra. Nel mezzo c'è un piedistallo a tre livelli, sul quale si trova un pilastro di granito. Si assottiglia anche verso l'alto con tre passaggi. La fine è un soldato in uniforme di bronzo. Tiene un fucile in mano.
Sul lato anteriore della colonna nella metà inferiore di una corona di foglie di quercia (bronzo) è posto. Nella metà superiore è inciso un testo. Mostra l'anno della Rivoluzione e spiega la connessione con la regione:
Sul retro della colonna sono incisi 34 nomi di vittime.